# Beyazıt-Moschee

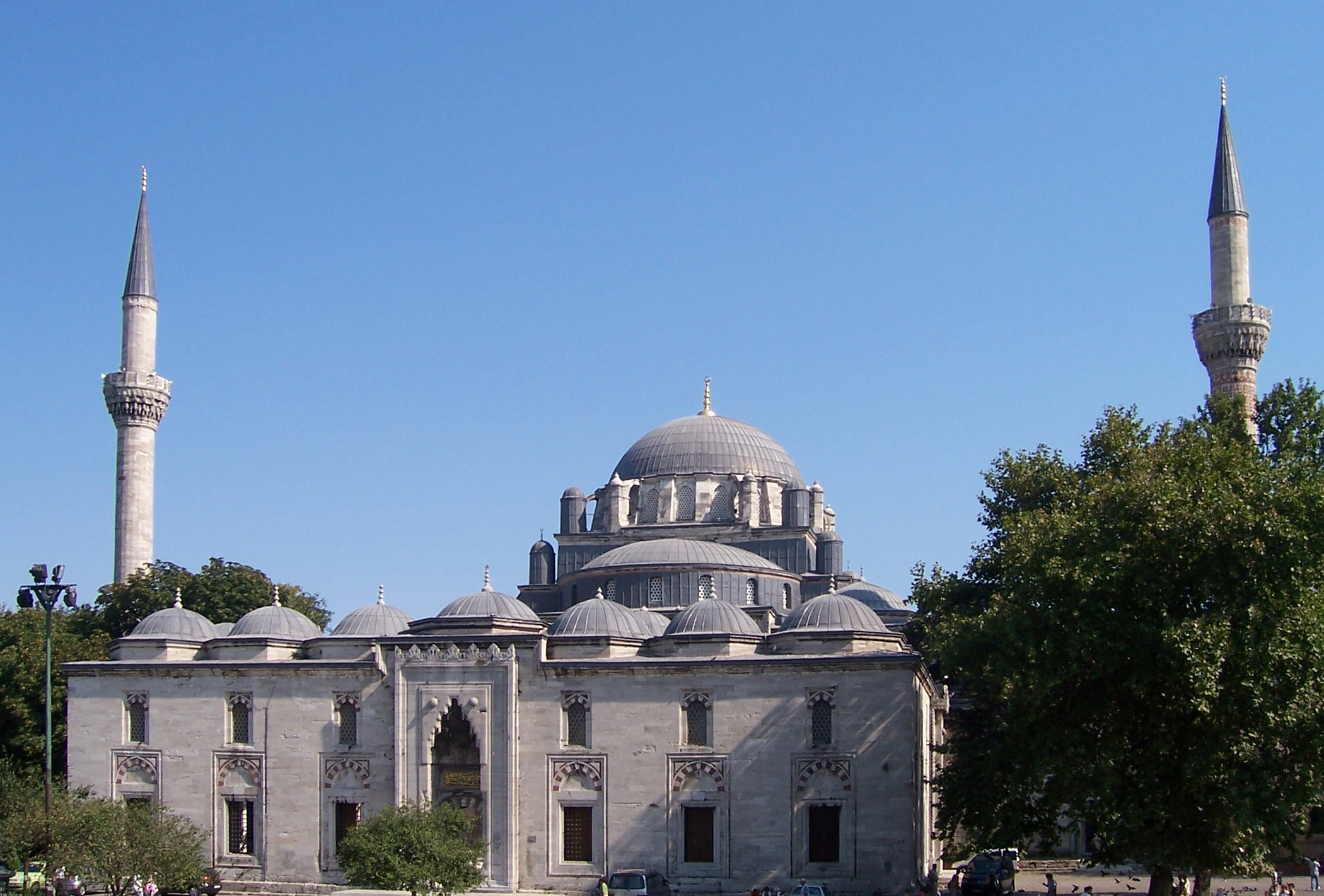
Beyazıt-Moschee

Die Beyazıt-Moschee (türkisch Beyazıt camii), auch Bayezıt-Moschee, ist die älteste noch heute bestehende Sultan-Moschee in Istanbul im gleichnamigen Bezirk. Sie liegt am Beyazıt-Platz (Beyazıt meydanı) vor dem Eingang zum Gelände der Universität Istanbul und wurde unter Sultan Beyazıt II., dem Sohn Mehmed des Eroberers, zwischen 1501 und 1506 errichtet.
Stilistisch vermittelt sie zwischen dem architektonischen Vorbild der Hagia Sophia und der Süleymaniye und markiert zusammen mit dem älteren Sultan-Bayezid-Komplex in Edirne (errichtet 1484–1488) den Beginn der „klassischen“ osmanischen Architektur, die über zwei Jahrhunderte der dominierende Baustil war. Sie wurde vermutlich von dem Architekten Yakup Şah bin Sultanşah errichtet, nach anderen Quellen von Hayreddin, der auch die Külliye Beyazıts in Edirne entworfen hatte. Nur die Seitenarme rechts und links vom Portal gehören noch in die frühosmanische Zeit. Bei ihnen, weit weg vom Hauptschiff, stehen auch die beiden Minarette. Im Inneren umringen Halbkuppeln die ausladende Hauptkuppel mit 17 Meter Durchmesser. Bemerkenswert ist die Sultansloge aus seltenem Marmor.
Zur Külliye gehören auch der Türbengarten (hier liegt der Sultan begraben), eine Armenküche, die heute eine Bibliothek beherbergt, der malerische Sahafar Çarşısı (Buchmarkt), eine Grundschule, die Medrese, in der heute das Kalligraphiemuseum eingerichtet ist, und ein Bad, heute nur noch eine große Ruine an der Ordu Caddesi.